# Cantiere del Pardo

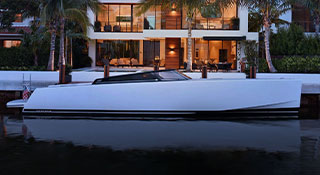

Cantiere del Pardo är en italiensk segelbåtstillverkare med säte i Forlì, Italien. Deras båtar går under namnet ”Grand soleil”.

## Modeller (nuvarande)
- Grand Soleil 37
- Grand Soleil 40
- Grand Soleil 43
- Grand Soleil 45
- Grand Soleil 46
- Grand Soleil 46.3
- Grand Soleil 50
- Grand Soleil 56
- Grand Soleil 40R
- Grand Soleil 42R
- Grand Soleil 44R
- Grand Soleil 56R
- Grand Soleil 42 ORC